# Mitropa
Mitropa («Митро́па») — немецкая компания, на протяжении большей части XX века предоставлявшая услуги кейтеринга на железных дорогах ряда стран Центральной Европы. Создана во время Первой мировой войны в ноябре 1916 года под названием MITteleuROPäische Schlafwagen- und Speisewagen Aktiengesellschaft («Центрально-Европейское акционерное общество спальных вагонов и вагонов-ресторанов»). Основатели компании ставили цель потеснить на рынке конкурентов из французско-бельгийской Compagnie Internationale des Wagons-Lits (CIWL).
В 2004 году компания Mitropa была продана, с 2006 года её бизнес функционирует под брендом Select Service Partner Deutschland GmbH.